# Editaaleyrodes
Editaaleyrodes is een geslacht van halfvleugeligen (Hemiptera) uit de familie witte vliegen (Aleyrodidae), onderfamilie Aleyrodinae.
De wetenschappelijke naam van dit geslacht is voor het eerst geldig gepubliceerd door David in 2005. De typesoort is Editaaleyrodes indicus.

## Soort
Editaaleyrodes omvat de volgende soort:
- Editaaleyrodes indicus David, 2005